# Antun Mihanović
Antun Mihanović (ur. 10 czerwca 1796 w Zagrzebiu, zm. 14 listopada 1861 w Novi Dvori Klanječki) – chorwacki poeta, polityk, urzędnik, dyplomata, prawnik, slawista, przedstawiciel iliryzmu, autor słów hymnu Chorwacji.

## Życiorys
Ukończył studia filozoficzne i prawnicze na Królewskiej Akademii Nauk w Zagrzebiu.
W 1813 roku pracował jako prawnik w sądzie Banski stol w Zagrzebiu. W latach 1815–1821 był sędzią wojskowym. Następnie był urzędnikiem w Fiume. W latach 1836–1858 pełnił funkcje dyplomatyczne w Belgradzie, Salonikach, Smyrnie, Konstantynopolu i Bukareszcie.
Jako poeta tworzył pieśni miłosne i patriotyczne. Był orędownikiem chorwackiego odrodzenia narodowego i prekursorem iliryzmu. W 1818 roku w Wenecji odnalazł rękopis Osman autorstwa Ivana Gundulicia i wystosował odezwę o potrzebie jego publikacji. Napisał pieśń Horvatska domovina, która została opublikowana w czasopiśmie Danica w 1835 roku. Pieśń ta stała się hymnem Chorwacji.
Jako slawista odkrył wczesnosłowiańskie zabytki piśmiennicze Zografsko evanđelje i Mihanovićev odlomak Apostola.